# 阿富汗共和國
阿富汗共和國（Dǝ Afġānistān Jumhūriyat，Jǝmhūri Afġānistān）是1973年至1978年間統治阿富汗的政权，創建人穆罕默德·達烏德汗通过一場非暴力政變罷黜阿富汗国王穆罕默德·查希爾沙後，成立了這阿富汗历史上的第一個共和制政权，達烏德汗成為阿富汗共和國的首任總統。
由於獲得美國及蘇聯的援助，達烏德汗以大力提倡自由主義聞名。
1978年，在阿富汗人民民主黨的領導下，阿富汗軍方發動政變。達烏德汗及其家人於此事件全被暗殺，新政權更改國名為阿富汗民主共和國。

## 歷史

### 建立
1973年7月，穆罕默德·查希爾沙在義大利接受眼部手術及治療腰痛，他的表哥穆罕默德·達烏德汗發動政變，罷黜阿富汗國王穆罕默德·查希爾沙，並建立共和政權。十年前，達烏德汗曾經被查希爾沙國王強迫辭去總理一職 。在避免發生全面內戰的考量下，查希爾沙在一個月內宣布退位。

### 政治改革
同年，前阿富汗王國總理穆罕默德·哈辛·麥望達瓦（Mohammad Hashim Maiwandwal）被指控意圖發動政變。雖然政變的目標並未明確指向共和政府抑或王國政府，麥望達瓦被拘捕並據稱在審判前於獄中自殺，但許多人相信他是被凌虐致死。
達烏德汗掌權之後，他建立了阿富汗民族革命党，並且成為國家唯一在政治上活躍的政黨。1977年1月，支爾格大會通過了新憲法，正式建立一黨專政國家，並殘酷的迫害異議分子。

### 人民民主黨興起
在達烏德統治時期，由於他的親美政策，阿富汗和蘇聯的關係惡化。達烏德汗批評古巴在不結盟運動的會員國資格，並且開除了蘇聯的軍事經濟顧問。
而受到壓迫的人民聲音逐漸倒向蘇聯支持的阿富汗人民民主黨，阿富汗人民民主黨是1973年推翻阿富汗王國的主要力量。
1976年，達烏德開始了七年經濟計畫。其中，他與印度建立軍事訓練計畫，並與伊朗王國展開經濟發展對話，並加強與中東國家的關係，確保石油資源穩定，並請求財政上的協助。然而，達烏德的成效並不明顯，並未達到當初設定於1978年須完成的目標。阿富汗的經濟並沒有實質的發展，國民生活水平也未見增加。而1977年通過的一黨專政憲法也使他與政治盟友更加疏離。此時，阿富汗人民民主黨的兩大派系此時達成和解，暫時解除了派系鬥爭的問題。而同情阿富汗人民民主黨的軍隊開始著手進行推翻政府的革命。根據哈菲佐拉·阿明說法，阿富汗人民民主黨從1976年就開始計畫革命，兩年後成功推翻阿富汗共和國。

### 四月革命

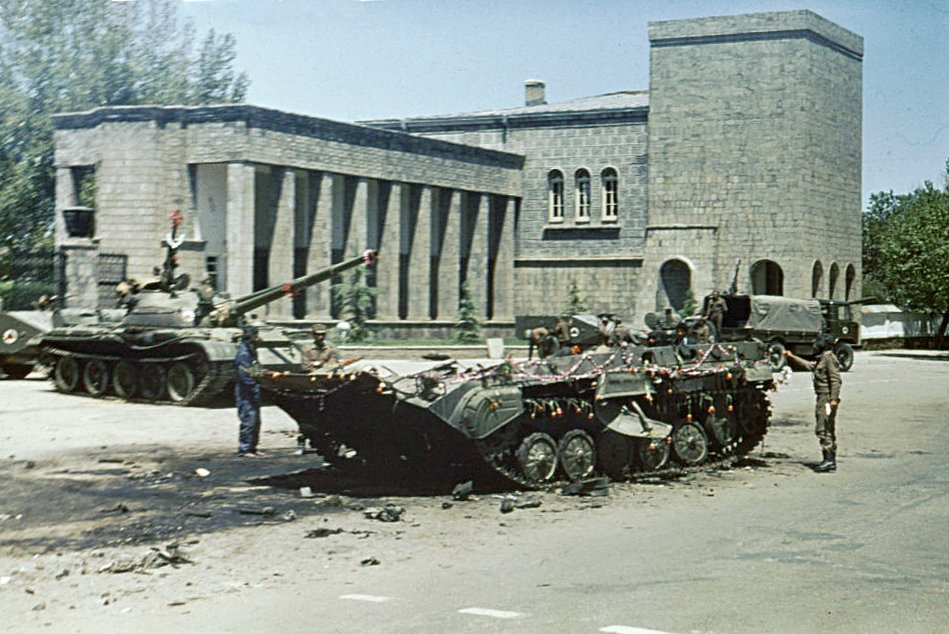
四月革命後一天的喀布爾

1978年，阿富汗人民民主黨發動了革命，成功奪取政權，史稱四月革命。 4月27日，喀布爾國際機場的軍事基地向喀布爾中心進軍。軍方僅花了24小時便整合了軍事力量，並且迅速的對總統府發動空襲。叛軍迅速控制了重要機關之間的聯絡網。隔日，達烏德全家遭到處決。
政變後，阿富汗人民民主黨總書記穆罕默德·塔拉基出任阿富汗革命委員會主席，接替達烏德成為阿富汗国家元首，並改國號為阿富汗民主共和國